# Aglabidák
Az aglabidák észak-afrikai (Ifríkija, ma Tunézia) arab emírdinasztia volt, amely 800–909 között gyakorolta a hatalmat mint az abbászida kalifáknak elvileg alávetett, gyakorlatilag független helytartói. Az első ifríkijai helytartót, Ibráhim ibn al-Aglabot Hárún ar-Rasíd  abbászida kalifa nevezte ki.
Frank kérésre zsoldoshadsereget állított fel a spanyol Omajjádok ellen, amely rövid idő után, az észak-afrikai kikötők megszerzése után önálló hajóhaddal is rendelkezett. Fő céljuk a tengeri kereskedelem ellenőrzése volt a Földközi-tengeren.
Zijádat Alláh (817–838) arra készült, hogy elfoglalja Szicíliát, ez ugyanis a vallási vezetők megelégedésére szolgált volna. Szicília híres volt gazdagságáról, 827-ben szálltak partra az aglabida csapatok Mazarában, majd 832-ben Palermót, 842-ben pedig Messinát is elfoglalták. Miután Szardíniat és Máltát is meghódították, a Földközi-tenger egész nyugati medencéjét ellenőrzésük alá vonták. Ezután megkísérelték Itália szárazföldi területeit is muzulmán uralom alá vonni. A velencei flottát 840-ben Tarantónál elpusztították, majd Rómában a Szent Péter-bazilikát kifosztották.
Ifríkíja határai, az egyiptomi Túlúnidák 880-as betörését leszámítva, egyszer sem voltak kitéve komolyabb veszélynek. Az Aglabidák alatt Ifríkíja vallás, gazdaság és kultúra terén is gyarapodott.
Uralmukat végigkísérte az anyaország berbereinek és a helyi hadseregnek, illetve a szicíliai muszlimoknak a folytonos lázongása. 909-ben Ubajdalláh al-Mahdí, az iszmáilita síita Fátimida-dinasztia alapítója buktatta meg őket.
Leginkább arról emlékezetes ez a dinasztia, hogy 827-ben megkezdte Szicília elfoglalását a Bizánci Birodalomtól, amit 902-re teljesen végbe is vitt. Az egész térséget folyamatos belső feszültségek jellemezték (arab seregek által szított lázadások). Az emíreknek különösen a fővárosban, Kairuánban, a Magreb akkori legfontosabb kulturális és szellemi központjában kellett szembenézniük az őket nyilvánosan bírálókkal.

## Uralkodók
| Uralkodó                 | Születési idő   | Halálozási idő    | Élethossz | Uralkodási idő  | Uralkodási évek | Megjegyzés |
| ------------------------ | --------------- | ----------------- | --------- | --------------- | --------------- | ---------- |
| I. Ibráhim               | 756             | 812               | 56 év     | emír: 800 – 812 | 12 év           |            |
| I. Abdullah              | ?               | 817               | ? év      | emír: 812 – 817 | 5 év            |            |
| I. Zijádat Alláh         | 788             | 838               | 50 év     | emír: 817 – 838 | 21 év           |            |
| Al-Aghlab                | 757             | 841               | 83 év     | emír: 838 – 841 | 3 év            |            |
| I. Mohammed              | kb. 800         | 856               | kb. 56 év | emír: 841 – 856 | 15 év           |            |
| Ahmed                    | 835             | 863               | 28 év     | emír: 856 – 863 | 7 év            |            |
| II. Zijádat Alláh        | ?               | 864. december 23. | ? év      | emír: 863 – 864 | 1 év            |            |
| II. Mohammed             | ?               | 875. február 16.  | ? év      | emír: 864 – 875 | 11 év           |            |
| II. Ibráhim              | 850. június 27. | 902. október 23.  | 52 év     | emír: 875 – 902 | 27 év           |            |
| II. Abdullah             | ?               | 903. július 23.   | ? év      | emír: 902 – 903 | 1 év            |            |
| III. Zijádat Alláh       | ?               | 916               | ? év      | emír: 903 – 909 | 6 év            |            |
| 909-től egyiptomi uralom |                 |                   |           |                 |                 |            |